# Pierre Ryckmans (schrijver)
Pierre Ryckmans, schrijverspseudoniem Simon Leys, (Brussel, 28 september 1935 – Sydney, 11 augustus 2014) was een Belgisch schrijver, essayist, vertaler, literatuurcriticus en eminent sinoloog. Zijn eruditie, humanisme en gevatheid werden alom erkend en door sommigen gevreesd. Hij wordt herinnerd als een van de eerste westerse intellectuelen die het gruwelijke karakter van de Culturele Revolutie in China heeft benoemd toen deze tragedie plaatsvond en het onder westerse (linkse) intellectuelen mode was om het maoïsme toe te juichen.

## Levensloop

### Opleiding
Ryckmans was een Franstalige Brusselaar, kleinzoon van de Antwerpse senator Alphonse Ryckmans en neef van die andere Pierre Ryckmans, gouverneur-generaal van Belgisch Congo. Na zijn middelbare studies in Eigenbrakel – waar hij tot een onwankelbaar katholiek geloof kwam – ging hij rechten en kunstgeschiedenis volgen aan de Katholieke Universiteit Leuven (1953). In 1955 kreeg hij de kans om een maand lang communistisch China te bezoeken als lid van een jeugddelegatie. Op het programma stond onder meer een privé-ontmoeting met Zhou Enlai. Hij leerde er een cultuur kennen die hem niet meer losliet. Hij begon Chinees te leren en kalligrafie.

### Verhuis naar het Verre Oosten
Na zijn Leuvense studies trok hij in 1959 met een kleine studiebeurs naar Taiwan ("Formosa") om zich verder te bekwamen in de Chinese talen. Hij leerde er de Chinese journaliste Chang Hanfang kennen. Om aan de dienstplicht te ontkomen gaf hij zich op als gewetensbezwaarde en ging hij aan ontwikkelingshulp doen in het Singapore van Lee Kuan Yew. Het was een lesopdracht die hij te danken had aan de Chinese schrijfster Han Suyin. Hij moest het land echter verlaten op verdenking van communistische sympathieën. In deze periode reisde hij ook in Afrika en verbleef hij gedurende zes maanden in Japan.
De volgende halte was Hongkong. Hij ging er in 1963 doceren in het New Asia College, de huidige Chinese University of Hong Kong. Hij trad in het huwelijk met Hanfang (1964), met wie hij vier kinderen zou krijgen. In 1967 was Ryckmans getuige van de gruwelijke moord op de mild-kritische variétéartiest Li Pin.
Ryckmans was kortstondig werkzaam voor het Belgisch consulaat in Hongkong. Volgens het weekblad Pan stuurde consul-generaal Gaston Jenebelly de rapporten door Ryckmans geschreven, onder eigen naam naar Brussel.

### Verhuis naar Australië
In 1970 zette hij een nieuwe stap door naar Canberra in Australië te verhuizen. Dit leek eerst maar tijdelijk, want toen België een ambassade opende in Peking werd Ryckmans er cultureel attaché (1972). Na zes maanden ontmoette hij er in een restaurant Han Suyin. Dit "toeval" deed hem vrezen dat het pseudoniem waaronder hij net Les habits neufs du président Mao had laten publiceren, gecompromitteerd was. Hij keerde terug naar Canberra om er Chinese literatuur te onderwijzen aan de Australian National University. Hij zou er onder meer de scriptie van de latere premier Kevin Rudd superviseren over de Chinese dissident Wei Jingsheng. Van 1987 tot 1993 was hij professor Chinese Studies (sinologie) aan de Universiteit van Sydney.

### Schrijver
Nadat hij in 1966 al een vertaling had laten verschijnen bij de juridische uitgever Larcier, begon zijn eigenlijke literaire productie in de jaren 1970. Eerst verschenen twee boeken over Chinese schilderkunst: een herwerking van zijn doctoraat over Shi-tao en een boek over Su Renshan. Voor zijn politieke werk had hij nood aan een geloofwaardige schrijversnaam, zodat hij nog naar China zou kunnen terugkeren. Hij koos voor Simon Leys, een hommage aan de roman René Leys door Victor Segalen (1878-1919). Handig meegenomen was ook de knipoog naar de schildersfamilie Leys (met Hendrik Leys als bekendste vertegenwoordiger).
Onder deze dekmantel, en dankzij de niet aflatende Franse sinoloog René Viénet, verscheen in 1971 zijn politieke aanklacht Les habits neufs du président Mao. Deze ontmaskering van de maoïstische realiteit zorgde niet voor het verhoopte debat. Zelfs in een blad als Le Monde werden zijn "magere roddels" eenvoudig weggezet als die van een colporteur en agent van de CIA. Ombres chinoises (1974) werd al minder genegeerd. Hij werd fel aangevallen in Tel Quel. Michelle Loi, een maoïstische sinologe, onthulde ongevraagd zijn ware identiteit in haar virulente Pour Luxun, Réponse à Pierre Ryckmans (Simon Leys) uit 1975. Leys antwoordde hierop spottend dat zijn liefde voor China en de Chinezen voor mensen als Loi kennelijk niet alleen onbegrijpelijk is, maar bovendien heiligschennis. Toch zou het nog jaren duren vóór zijn analyse ruim ingang vond. Het kantelpunt was misschien zijn debat met Maria-Antonietta Macciocchi in het literaire televisieprogramma Apostrophes (1983), tijdens hetwelk hij haar pas verschenen apologie van het maoïsme met methodiek en ironie afkraakte. Nooit zag presentator Bernard Pivot iemand in zijn programma die met zoveel kracht lucht gaf aan zijn verontwaardiging.
Na zijn emeritaat bleef Leys schrijven voor bladen als de New York Review of Books, Le Figaro Littéraire, The Monthly en Quadrant. In Australië mocht hij in 1996 de Boyer Lectures geven op de Australische openbare omroep ABC. Zijn onderwerp was: Aspects of Culture: A View from the Bridge. Eerder had hij in Princeton de Gauss Seminars in Criticism gegeven (1980) en in Canberra de Morrison Lectures (1986).
In 1997 voerde Leys een polemiek met Christopher Hitchens over diens boek The Missionary Position, een aanklacht tegen Moeder Teresa. Eerst gebeurde dit via de lezersrubriek van de New York Review of Books en nadien in een uitgewerkt essay.
In zijn latere werk gaf hij ruimte aan zijn passie voor de zee: van de zeilervaring uit zijn jeugd op een Bretonse vissersboot tot zijn lidmaatschap van de Association des écrivains de Marine.

### Rechtszaak
De laatste jaren van zijn leven werd Ryckmans meer dan hem lief was opgeslorpt door een bizar administratief incident. In 2006 werd door de Belgische overheid de Belgische nationaliteit aan zijn tweelingzoons ontnomen. Tevergeefs argumenteerden ze dat hun moeder ook Belgische was en dat ze geboren waren in de Britse kroonkolonie Hongkong. Een slepende rechtszaak - die hen enige tijd apatride  (stateloos) liet - stelde de zoons uiteindelijk in het gelijk: in 2013 verplichtte het hof van beroep in Brussel de Belgische Staat om paspoorten af te leveren aan Marc en Louis Ryckmans en derhalve hun Belgische nationaliteit te erkennen.

## Literair werk
Pierre Ryckmans was in de eerste plaats een begenadigd essayist en polemist. Hij schreef een aantal belangrijke boeken over de Chinese Culturele Revolutie. Andere geliefde thema's waren schilderkunst en literatuur. Waar nodig bediende hij zich van een dodelijk sarcasme, zoals onder meer Alain Peyrefitte, Bernard-Henri Levy mochten ondervinden. Liever nog drukte hij zijn bewondering uit voor mensen die hij als intellectuele helden beschouwde: Wei Jingsheng, George Orwell, Simone Weil, Lázló Ladány.
Daarnaast publiceerde hij ook fictie. Het meest bekend is zijn korte roman La Mort de Napoléon. Hij maakte ook plannen voor een boek over de Batavia. Hij bezocht de Abrolhos en verzamelde twintig jaar lang materiaal. Maar Mike Dash was hem te snel af en publiceerde in 2002 Batavia's Graveyard. Ryckmans liet noteren dat hij daar niets aan toe te voegen had en beperkte zich tot een kort boekje: Les Naufragés du Batavia. Het verscheen in 2003 samen met zijn aantekeningen van 45 jaar eerder over zijn belevenissen op een van de laatste Bretonse tonijnvaarders (Prosper).
Hij schreef voornamelijk in het Frans maar later ook in het Engels. Vele van zijn boeken vertaalde hij zelf. Daarnaast vertaalde hij ook Chinese literatuur, waaronder de Gesprekken van Confucius.

### Publicaties

#### In het Frans en het Engels
- Les propos sur la peinture du moine Citrouille-amère de Shitao. Contribution à l'étude terminologique des théories chinoises de la peinture (Franse vertaling en commentaar, 1970)
- La vie et l'oeuvre de Su Renshan, rebelle, peintre et fou, 1814-1849? (1970 en 1984)
- Les habits neufs du président Mao. Chronique de la Révolution culturelle (1971)
- Ombres chinoises (1974)
- Images brisées (1976)
- Human rights in China (1979)
- La forêt en feu: Essais sur la culture et la politique chinoises (1983)
- Orwell, ou l'horreur de la politique (1984)
- La Mort de Napoléon (1986)
- L'humeur, l'honneur, l'horreur. Essais sur la culture et la politique chinoises (1991)
- Essais sur la Chine (1998)
- The View From the Bridge (1996)
- L'Ange et le Cachalot (1998)
- Protée et autres essais (2001)
- Les Naufragés du Batavia, suivi de Prosper (2003)
- La mer dans la littérature française (anthologie in twee delen, 2003)
- Les idées des autres. Pour l'amusement des lecteurs oisifs (2005)
- Le bonheur des petits poissons. Lettres des Antipodes (2008)
- The Hall of Uselessness. Selected Essays (2011)

#### Vertalingen
Ryckmans vertaalde aanvankelijk uit het Chinees, maar later ook van het Engels naar het Frans en omgekeerd:
- Shen Fu, Six récits au fil inconstant des jours (1966 en 1982)
- Shi-tao, Les propos sur la peinture du moine Citrouille-amère (1970)
- Guo Moruo, Autobiographie. Mes années d'enfance (1971 en 1991)
- Lu Xun, La mauvaise herbe (1975 en 2003)
- Jao Tsong-yi, Peintures monochromes de Dunhuang (1978)
- Chen Jo-hsi, Le préfet Yin et autres histoires de la révolution culturelle (1978)
- Confucius, Les entretiens de Confucius (1987)
- Richard Henry Dana, Deux années sur le gaillard d'avant (1990 en 2002): origineel Two Years Before the Mast
- Confucius, The Analects of Confucius (1997)
- Simone Weil, On the Abolition of All Political Parties (2014)

#### Lezingen en artikelen
- George E. Morrison Lectures in Ethnology, 16 juli 1986: "The Chinese Attitude Towards the Past", in China Heritage Quarterly, nr. 14, juni 2008
- Boyer Lectures, 1996: Uittreksels uit "Aspects of Culture: The View From the Bridge", in China Heritage Quarterly, nr. 27, september 2011
- "Victor Segalen, les tribulations d'un poète en Chine", Le Figaro Littéraire, 3 februari 2005.

#### Verschenen in het Nederlands
Vier boeken van Ryckmans zijn verschenen in het Nederlands:
- Chinese schimmen, met een voorwoord van Rudy Kousbroek en nawoord van Erik Zürcher (1976): origineel Ombres chinoises
- De nieuwe kleren van voorzitter Mau. Kroniek van de Culturele Revolutie (1978): origineel Les habits neufs du président Mao
- De dood van Napoleon (1988): origineel La Mort de Napoléon
- De schipbreuk van de Batavia, gevolgd door Prosper (2006): origineel Les Naufragés du Batavia, suivi de Prosper

Daarnaast is ook zijn inleiding bij een boek van de pseudonieme Yao Ming-le vertaald:
- Yao Ming-le, De samenzwering tegen Mao (1983): origineel Enquête sur la mort de Lin Biao

#### Illustraties
Nog van de hand van Pierre Ryckmans zijn de illustraties bij het kinderboek van zijn dochter:
- Jeanne Ryckmans, Les deux acrobates (1998)

### Film
Leys' roman De dood van Napoleon is in 2001 verfilmd als The Emperor's New Clothes door Alan Taylor. Hij zei gelukkig te zijn met de acteerprestaties van Ian Holm, maar veel minder met de aanpak van de regisseur en scenarist.

## Prijzen en eretekens
Simon Leys ontving verschillende prijzen, waaronder:
- de Prix Stanislas Julien (1971)
- de Prix Jean Walter (1975)
- de Prix quinquennal de l'essai (1981)
- de Christina Stead Prize for Fiction (1992)
- de Independent (UK) Foreign Fiction Award (1992)
- de Prix Littéraire Emile Bernheim (1999)
- de Prix Renaudot de l'Essai (2001)

- de Grand Prix de Littérature Henri Gal (2001)
- de Prix Guizot (2003)
- de Prix mondial Cino Del Duca (2005)
- de Prix quinquennal de littérature (2005)
- de Prix Georges Leygues
- de Dinny O'Hearn Prize for Literary Translation

In 2004 werd hij geëerd met een bijzondere Prix Femina du Centenaire.
In 1992 trad hij toe tot de Académie royale de langue et de littérature françaises de Belgique. Hij was ook Fellow van de Australian Academy of Humanities. Een aanzoek van de Académie française sloeg hij beleefd af vanwege de sociale verplichtingen. In 2012 werd hij Transcendant Satrape du Collège de 'Pataphysique, titel waar hij bijzonder ingenomen mee was.
Ryckmans was voorts Commandeur in de Leopoldsorde (1983) en in de Franse Ordre des Arts et des Lettres (1999). Hij kreeg een eredoctoraat aan de Université catholique de Louvain (2005).
De Australische schilder Mathew Lynn heeft een portret van Ryckmans geschilderd dat bekroond werd met de Shirley Hannan National Portrait Award in 2010.

## Interviews
- Marcel Van Nieuwenborg, Interview met Simon Leys, in: Knack, 2008
- (fr)  Pierre Boncenne, "Sottises et vérités sur la Chine", in: Lire, nº 98, november 1983, p. 24
- (fr)  Philippe Paquet, interview in La Libre Belgique, 30-31 mei 1992
- (fr)  Philippe Paquet, interview in La Libre Belgique, 18 november 2005
- (fr)  Laurent Theis, "Simon Leys à l’école des Chinois", in: Le Point, 2 december 2004
- (fr)  Jean-Luc Outers en Jacques De Decker, Littérature au présent, nr. 51 (dvd-box, La Maison d’à côté), 2004
- (en)  "The Educated man is not a Pot? An interview with Pierre Ryckmans (Simon Leys)", in China Heritage Quarterly nr. 20, december 2009